# Carlos Casagrande
Carlos Eduardo Casagrande (ur. 15 października 1968 w Itararé) – brazylijski aktor i model.

## Życiorys
Urodził się w Itararé, w stanie São Paulo w rodzinie pochodzenia włoskiego jako najstarszy z czterech synów Eliany i Fioravante Casagrande. Ma trzech młodszych braci: Cristiana, Mateusa i Fabiane. Dorastał w stanie Parana. Na trzecim roku studiów na wydziale administracji, w 1987 rozpoczął karierę jako model.
W latach 1987–1989 pracował dla agencji Elite Model Look i L’Equipe w São Paulo oraz agencji WHYNOT w Mediolanie, a także w Paryżu, Madrycie, Monachium, Wiedniu i Barcelonie. W 1990 brał udział w prezentacji kolekcji zimowej Gianmarco Venturi w Mediolanie. W latach 2003–2004 pracował dla LA Models w Los Angeles.
Jako Rodrigo Lima do Vale w telenoweli SBT Marisol (2002) był nominowany do nagrody Contigo 2003 w dwóch kategoriach – najlepszy aktor i najlepsza romantyczna para z Bárbarą Paz. Był jednym z pierwszych, który wraz z Sérgio Abreu stworzył parę gejów w brazylijskiej telenoweli Duszny raj (Paraíso Tropical, 2007).

## Życie prywatne
28 lipca 2002 poślubił Marcelly Anselmé, mają dwóch synów: Theo (ur. 13 września 2006) i Luca (ur. 3 października 2009).

## Filmografia

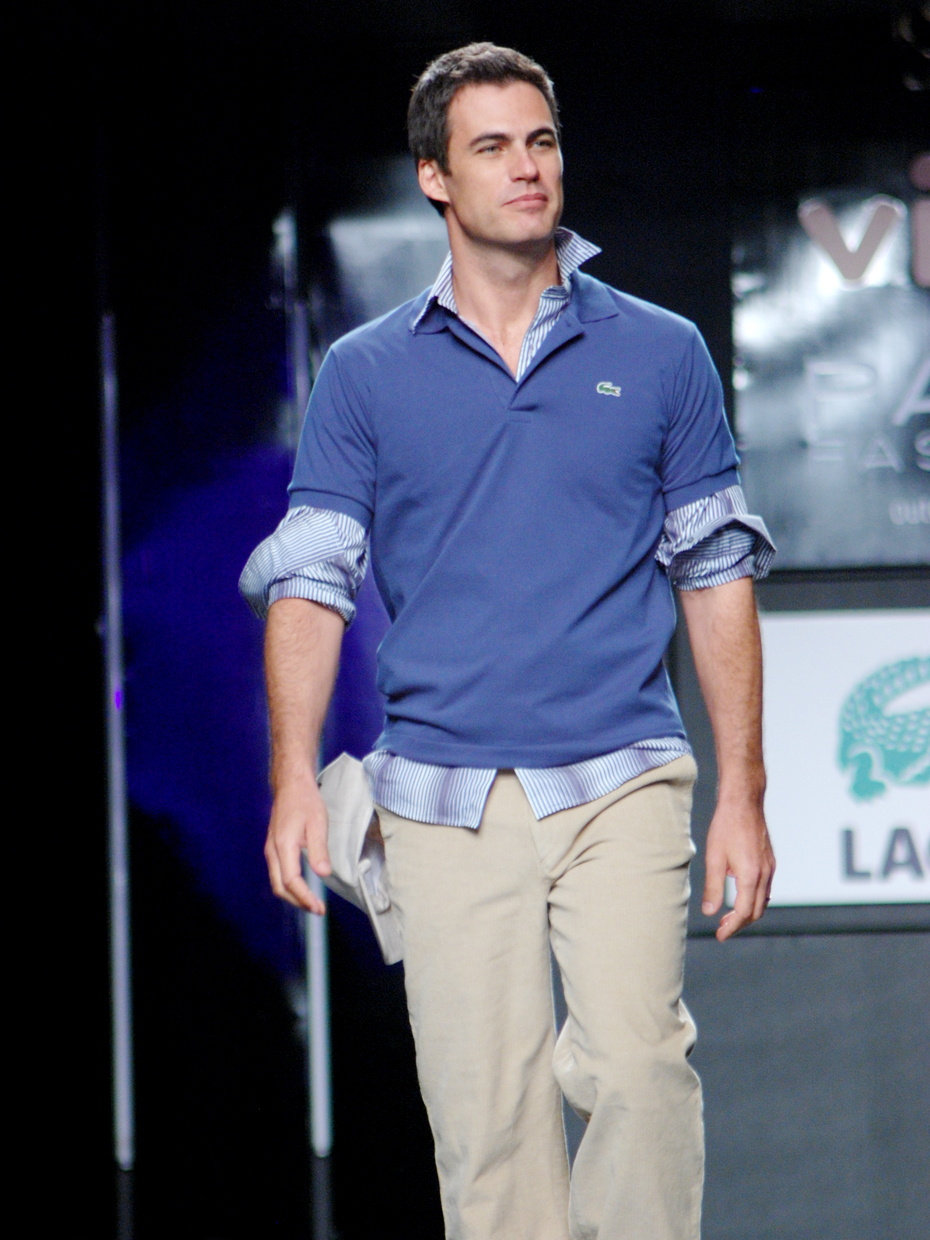
Carlos Casagrande (2008)

### produkcje telewizyjne
- 2011: Fina Estampa jako Juan Guilherme Passarelli
- 2009: Chwytaj dzień (Viver a Vida) jako Carlos
- 2008: Uma Noite no Castelo jako Landin
- 2008: Toma Lá Dá Cá jako Marcelo
- 2008: Dicas de Um Sedutor jako Cássio
- 2008: Siedem grzechów (Sete Pecados) jako detektyw Amadeu
- 2007: Duszny raj (Paraíso Tropical) jako Rodrigo Sampaio
- 2005: Pod nowy kierunek (Sob Nova Direção) jako Zé Roberto
- 2005: Ten księżyc powiedział mi (A Lua Me Disse) jako Joel
- 2005: Ameryka (América) jako André
- 2002: Marisol jako Rodrigo Lima do Vale
- 2001: Koło życia (Roda da Vida) jako Caio
- 2000: Znaki męki (Marcas da Paixão) jako Diogo Vilaverde
- 1999: Z głową w chmurach (Andando nas Nuvens) jako Joaquim Pedro
- 1999: Santo de Casa jako Alex
- 1999: Życie jak muzyka (Chiquinha Gonzaga) jako Carlinhos
- 1998: Malhação jako Juan
- 1998: Pecado Capital jako Assis

### produkcje kinowe
- 2007: Xuxa em Sonho de Menina
- 2005: Wiosna (Primavera) jako Leonor
- 2003: Lisbela e o Prisioneiro jako amerykański aktor